# اوان (رودبار الموت)
اوان یک منطقهٔ مسکونی در ایران است که در دهستان معللم کلایه واقع شده است. اوان ۳۶۸ نفر جمعیت دارد.